# 解釋
解釋是一組陳述，通常用來描述一組事實，闡明這些事實的原因、背景和後果。這種描述可以建立推理規則或公理，並可以闡明與任何對象或被檢查的現象有關的現有推理規則或公理。
在哲學中，解釋是一組陳述，它使對象、事件或事態的存在或發生變得可理解。最常見的解釋形式是因果解釋。如演繹法的解釋，包括將被解釋物歸入一個概括中，從中可以得出演繹論證（例如，“所有氣體在加熱時都會膨脹；這種氣體被加熱；因此，這種氣體會膨脹”）。還有統計解釋（英語：statistical explanation），包括將解釋性歸入一個概括性的歸納支持下（例如，“大多數使用煙草的人患癌症；這個人使用煙草；因此，這個人患上了癌症”）。對人類行為的解釋通常會訴諸主體的信念和慾望，以及關於他的其他事實，並假設所討論的行為是理性的（至少在最低程度上）。因此，對受試者為什麼要脫掉外套的解釋可能會引用這樣一個事實：受試者感覺熱，受試者希望感覺涼爽，並且受試者相信如果他脫掉外套，他會感覺涼爽。